# Флаг Джибути
Государственный флаг Республики Джибути (сомал. Calanka Jabuuti, араб. علم جيبوتي‎, фр. Drapeau de Djibouti) — придуманный Мохаммедом Харби, государственный флаг Джибути был официально утверждён 27 июня 1977 года, в день, когда страна получила независимость от французского правления.

## Символика флага
Цвета флага олицетворяют море и небо (синий), землю (зелёный) и мир (белый). Зелёный и синий также цвета двух главных групп населения — афары и исса (племена Джибути). Красная звезда — память о борьбе за независимость и символ единства.

## Похожие флаги

Флаг Хабаровского края
Флаг Вараша